# Нехайки
Неха́йки — село, расположенное на Украине в Драбовском районе Черкасской области. Основано вольным казаком Данилом Нехайком в 1627 году. В советское время было колхозом — миллионером.
Из этого села начал свой жизненный путь дважды Герой Советского Союза, заслуженный военный лётчик СССР, генерал-майор авиации запаса Степаненко, Иван Никифорович.

## Население

### Языковой состав
Родной язык населения по данным переписи 2001 года:
| Язык       | Численность, чел. | Доля     |
| ---------- | ----------------- | -------- |
| Украинский | 1 031             | 98,10 %  |
| Русский    | 20                | 1,90 %   |
| Итого      | 1 051             | 100,00 % |